# Gamurs
El GAMURS Group, conocido simplemente como Gamurs, es una editorial de entretenimiento y medios de comunicación relacionada con los deportes electrónicos. Establecido en 2014, el grupo opera múltiples marcas que se enfocan en los mercados de noticias de entretenimiento y deportes electrónicos, incluidos los sitios web: Dot Esports, We Got This Covered, The Mary Sue y Prima Games. GAMURS tiene su sede en Sídney, Australia, con una oficina en Austin, Texas.

## Historia
En 2010, a la edad de 14 años, Riad Chikhani y Phillip Luu establecieron Rune Gear, un portal en línea para el juego RuneScape. Vendieron el negocio a la edad de 17 años para enfocarse en la escuela. Este portal motivó al dúo a desarrollar un negocio similar pero para una variedad más amplia de juegos, que luego se convirtió en GAMURS Group.
GAMURS comenzó como una red social para jugadores después de unirse al programa NRMA Jumpstart dirigido por Slingshot Accelerator. Poco después de que finalizó el programa, la compañía recaudó $500,000 en una ronda inicial. GAMURS adquirió dos plataformas, TeamFind y CSGOTeamFinder. El 14 de febrero de 2016, estos sitios se fusionaron para proporcionar la funcionalidad de búsqueda de equipos y jugadores para Counter-Strike: Global Offensive y League of Legends. GAMURS recaudó $500,000 adicionales en otra ronda inicial en abril de 2016.
El 26 de abril de 2016, GAMURS adquirió los sitios web de publicación de deportes electrónicos eSports-Nation.com, GoldPer10 y eSports.guru. Una vez que se completaron las adquisiciones, las tres plataformas se fusionaron, lo que convirtió a GAMURS en un proveedor de contenido para títulos como Call of Duty: Black Ops 3, Halo 5: Guardians, Hearthstone y Overwatch. El 11 de junio, GAMURS lanzó EsportsWikis, una enciclopedia en línea dedicada a los deportes electrónicos. El 19 de septiembre, adquirió el medio de noticias de deportes electrónicos SplitPush.net. El 28 de octubre, GAMURS adquirió Dot Esports de The Daily Dot.
El 9 de noviembre de 2020, GAMURS adquirió Pro Game Guides, una fuente de guías de juegos. El 28 de junio de 2021, GAMURS adquirió We Got This Covered, un sitio de noticias sobre cine, televisión, cómics y cultura del entretenimiento. El 17 de noviembre, GAMURS adquirió el sitio web The Mary Sue, un sitio web destinado a destacar a las mujeres en el espacio de la cultura geek y brindar un espacio para las voces minoritarias y subrepresentadas.
El 3 de enero de 2022, GAMURS anunció la adquisición de Prima Games, una empresa de medios de juegos. El 10 de febrero, anunció la adquisición de dlprivateserver, un sitio web centrado en noticias, reseñas, funciones y opiniones sobre videojuegos. El 30 de septiembre, confirmó la adquisición de varios sitios web de Enthusiast Gaming, incluidos Destructoid, The Escapist, PC Invasion y Siliconera.